# Norbert Callens
Norbert Callens (* 22. Juni 1924 in Wakken; † 12. März 2005 in Loppem) war ein belgischer Radrennfahrer.

## Sportliche Laufbahn
Morbert Callens war von 1945 bis 1952 Profi. In seiner ersten Profi-Saison gewann er die Belgien-Rundfahrt vor Sylvain Grysolle und Désiré Keteleer. 1946 wurde er Fünfter der Tour de Suisse und Dritter der Luxemburg-Rundfahrt. Im selben Jahr belegte er Paris–Nizza Platz sechs. 1950 belegte Callens Platz drei der Niederlande-Rundfahrt.
1949 gewann Callens die dritte Etappe der Tour de France, die in Boulogne-sur-Mer endete. Für einen Tag war er der Gesamtführende, jedoch wurde ihm kein Gelbes Trikot überreicht, da der Wagen mit dem Material nicht rechtzeitig eingetroffen war. Callens lieh sich daraufhin ein gelbes Hemd. Da er tags darauf die Führung wieder verlor, trug er nie das offizielle Trikot. 1994 endete eine Tour-Etappe erneut in Boulogne-sur-Mer, und Callens, mittlerweile 70 Jahre alt, wurde eingeladen, und ihm wurde das Trikot nachträglich überreicht.

## Erfolge
1945
- Belgien-Rundfahrt

1947
- Grote Prijs Briek Schotte

1949
- eine Etappe Tour de France

## Grand-Tour-Platzierungen
| Grand Tour            | 1947 | 1948 | 1949 |
| --------------------- | ---- | ---- | ---- |
| Vuelta a EspañaVuelta | –    | –    | –    |
| Giro d’ItaliaGiro     | –    | –    | –    |
| Tour de FranceTour    | DNF  | DNF  | DNF  |